# Christophe Van Dijck
Pour les articles homonymes, voir Christophe et Van Dijck.
Ne doit pas être confondu avec Christoffel van Dijck.
Christophe Van Dijck, né le 5 juillet 1985 , est un judoka belge qui évolue dans la catégorie des moins de 90 kg (poids moyens).

## Palmarès
Christophe Van Dijck a été 3 fois champion de Belgique. Ses meilleurs résultats internationaux sont une médaille d'argent au tournoi international de Gdańsk en 2006 et 2 médailles de bronze aux Jeux de la francophonie à Niamey en 2005 et à Beyrouth en 2009. Également classé 5e aux championnats d'Europe -23ans. Il a gagné plusieurs médailles en coupe d'Europe.
| Chpt de Belgique | Chpt de Belgique | 2002 | 2003 | 2004 | 2005 | 2006 | 2007 | 2008 | 2009 | 2010 | 2011 |
| ---------------- | ---------------- | ---- | ---- | ---- | ---- | ---- | ---- | ---- | ---- | ---- | ---- |
| mi-moyens        | -81 kg           | 3e   | 1er  | 1er  | 1er  | 3e   | 2e   | 3e   |      |      |      |
| poids moyens     | -90 kg           |      |      |      |      |      |      |      | 3e   | 1er  | -    |